# Elezione del Presidente del Senato del 1958
L'elezione del presidente del Senato del 1958 per la III legislatura della Repubblica Italiana si è svolta il 12 giugno 1958.
Il presidente del Senato uscente è Cesare Merzagora. Presidente provvisorio è Pietro Canonica.
Presidente del Senato della Repubblica, rieletto al I scrutinio, è Cesare Merzagora.

## L'elezione
Preferenze per Cesare Merzagora
| Scrutinio | Voti | Percentuale |
| --------- | ---- | ----------- |
| I         | 155  | 65,9%       |

## 12 giugno 1958

### I scrutinio
Per la nomina è richiesta la maggioranza assoluta dei votanti.
| Dati votazione | Dati votazione |  | Nome             | Nome | Voti |
| -------------- | -------------- |  | ---------------- | ---- | ---- |
| Presenti       | 235            |  | Cesare Merzagora | 155  |      |
| Votanti        | 235            |  | Schede bianche   | 80   |      |
| Astenuti       | 0              |  | Schede nulle     | 0    |      |
| Maggioranza    | 118            |  |                  |      |      |

Risulta eletto: Cesare Merzagora